# Richard von Kossel
Friedrich Ludwig Georg Demetrius Arius Richard von Kossel (* 5. Juli 1830 in Rostock; † 27. November 1905 Ebenda) war königlich preußischer Generalleutnant und zuletzt Kommandeur der 4. Feld-Artilleriebrigade. Er wurde 1871 in Preußen nobilitiert.

## Leben

### Herkunft
Seine Eltern waren der mecklenburgische Hofrat a. D. Friedrich Ludwig Kossel (* 1795; † 11. Dezember 1866) und dessen Ehefrau Luise, geborene Rehberg (* 1801).

### Militärkarriere
Er erhielt seine Schulbildung auf dem Gymnasium in Rostock. danach ging er 1845 als Kadett nach Rostok. Nach seinem Abschluss kam er am 1. Mai 1848 als Kanonier zur mecklenburgischen Artillerie und wurde dort am 19. Juli 1848 zum Seconde-Lieutenant befördert. 1849 nahm er an der Bekämpfung der Badischen Revolution teil, wo er im Gefecht bei Hirschhorn kämpfte. Am 16. April 1853 zum Premier-Lieutenant befördert, wurde er am 4. Januar 1858 Hauptmann und Kompaniechef. Während des Deutsch-Dänischen Krieges nahm er an der Belagerung der Düppeler Schanzen teil. Ebenso nahm er 1866 am Deutschen Krieg teil. Nach dem Krieg wurde er am 22. September 1867 zum Major befördert und zeitgleich zum Kommandeur der mecklenburgischen Artillerieabteilung. Nach dem preußischen Militärkonvention wechselte Kossel am 10. Oktober 1868 als Major ohne Patent in die preußische Armee, wo er dann Kommandeur der III. (mecklenburgischen) Artillerieabteilung des Feld-Artillerieregiments Nr. 9. Am 2. April 1870 bekam er dann das Patent als Major. Als solcher nahm er dann am Deutsch-Französischen Krieg teil.  Er war bei den Belagerungen von Metz, Paris und Toul. Ferner kämpfte er bei Orleans und Le Mans sowie den Gefechten bei Dreux, La Madeleine, Belleme, Meung, Beaugency, Freteval und Orbec. Dafür erhielt er am 13. Dezember 1870 das Eiserne Kreuz II. Klasse und am 13. März 1871 das Eiserne Kreuz I. Klasse.
Nach dem Krieg erhielt er am 16. Juni 1871 den preußischen Adel und wurde anschließend am 11. Juli 1871 als Kommandeur der I. Abteilung des Garde-Festungs-Artillerieregiment und am 26. Oktober 1872 als Kommandeur in der II. Abteilung des Garde-Feld-Artillerieregiments versetzt. Am 21. Dezember 1874 wurde er dann mit der Führung des Feld-Artillerieregiments Nr. 26 beauftragt und dazu a la suite der Regiments gestellt. Am 18. Januar 1875 erhielt er die Beförderung zum Oberstleutnant und am 2. November 1875 die Bestätigung als Regimentskommandeur. Am 18. April 1878 zum Oberst befördert, wurde er am 21. Mai 1881 als Kommandeur in die 4. Feld-Artilleriebrigade versetzt und dazu a la suite des Feld-Artillerieregiments Nr. 26 gestellt. Er erhielt am 19. September 1883 den Kronen-Orden II. Klasse und am 22. März 1884 die Beförderung zum Generalmajor. Am 11. Februar 1886 wurde er dann mit Pension zur Disposition gestellt, dazu erhielt er den Roten Adlerorden II. Klasse mit Eichenlaub.
Anlässlich des 25. Jahrestags der Schlacht von Orleans wurde er am 3. Dezember 1895 mit dem Charakter als Generalleutnant ausgezeichnet. Er starb am 27. November 1905 in Rostock.

### Familie
Kossel heiratete Betty Peitzer. Das Paar hatte eine Tochter namens Elisabeth (* 24. August 1859; † 10. September 1887).